# Абхай Сінґх
Абхай Сінґх (гінді अभय सिं; 7 листопада 1702— 18 червня 1749) — магараджа держави Марвар у 1724—1749 роках.

## Життєпис
Походив з династії Ратхор. Син Аджит Сінґха. Народився 1702 року у фортеці Мехерангарх. Користувався значною довірою батька. 1723 року з подарунками, фактично даниною рушив до могольського падишаха Мухаммад Шаха задля налагодження мирних відносин. тут вступив в змову проти батька з джайпурським магараджею Джай Сінґхом II, якого підтримали могольські сановники. Але змовники випередив інший брат — Бахт Сінґх, — що 1724 року вбив Аджит Сінґха. Але Абхай Сінґх зумів перешкоди захопленню влади Бахт Сінґхом, зайнявши трон. Останній отримав місто Нагаур як джаґір.
Зберігав мир з Великими Моголами, підтвердивши свою номінальну залежність. 1726 року започаткував посаду тхакура, правителя громад хеджарлі в Західному Тхарі. В наступні роки активно розширював землі, захопивши Чандану, пограбувавши Роваду та Посалію, що належали Умайд Сінґху (з династії Деора-Чаухан), рао Сірохі. Останній вимушен був видати свою доньку Джас Канвар за магараджу Марвару. 1729 року підтримав молодших братів Ананд Сінґха і Рай Сінґха, які захопили князівство Ідар в Гуджараті. Перший став там правителем. Внаслідок цього посилився вплив династії Ратхор в цьому регіоні.
1730 року магараджа вступив у протистояння з релігійною громадою бішної, коли наказав зрубати в їх поселені священні дерева гаф, які спалити для виробництва вапна для будівництва нового палацу Абхай Сінґха. В результаті бішної приносили себе в жертву замість дерев (загинуло 363 особи), внаслідок чого вдалося врятувати дерева.
Того ж року призначається субадаром Гуджарату. Але його попередник Мубариз-уль-Мульк Сарбуланд-хан відмовився залишити посаду, а невдовзі в битві біля Адаладже марварське військо зазнало поразки. Абхай Сінґх відступив до Сархенджу, звідки знову рушив до Гуджарату, в битві біля Ахмебададу здобув перемогу над супротивником. Зрештою 1731 року за 100 тис. рупій Сарбуланд-хан погодився поступитися посадою.
1735 року вирішив скористатися сходженням на трон в князівстві Біканер молодого магараджи Зоравар Сінґх для захоплення цієї держави. Марварське військо підійшло до фортеці Чінтамані, що була ключом до столиці Біканеру. В цей час Зоравар Сінґх змовився з Бахт Сінґхом (братом Абхай Сінґха), який спонукав джайпурського магараджу Джай Сінґха II атакувати Марвар, поки його володар намагався зайняти Біканер. Звістка про напад змусила Абхай Сінґха відступити.
У 1735—1736 роках з перемінним успіхом протистояв Баджі Рао I, пешві Держави маратхів. 1737 року після захоплення останнім делі уклав з ним мирний договір, номінально визнавши зверхність. Натомість зміг найняти загін маратхів. 1739 року відправив брата Бахт Сінґха на нове підкорення Біканеру. У відповідь на допомогу прийшов Джай Сінґх II, магараджа Джайпуру, що взяв в облогу Джодхпур, змусивши Абхай Сінґха укласти вкрай важкий мирний договір, за яким останній визнавав владу Великих Моголів і сплачував падишаху Мухаммад Шаху данину в 100 тис. рупій золотом, 25 тис. рупій коштовностями і 30 слонів. Той 1739 року зазнав важкого удару від перського правителя Надир Шаха і потребував коштів. також магараджа Марвару сплатив 2 млн рупій і відмовився від Аджмера на користь Джай Сінґха II, передав Зоравар Сінґх місто Мерта, а радників марварського магараджи призначав правитель Джайпуру.
1741 року Абхай Сінґх вирішив взяти реванш, але наштовхнувся на коаліцію князівств Джайпур, Бунді, Кота, Бгаратпур, Каравлі, Шахпури. В запеклій битві біля Гангвани відбулася запекла битва, де ворог маючи 4-разову перевагу у вояків не зміг повністю знищити військо Марвару. Невдовзі за посередництва меварського магарани Джаґат Сінґха II вдалося укласти мирний договір, який ліквідував залежність Марвару від Джайпуру.
В подальшому зберігав мирні відносини з усіма сусідами, зумівши фактично відновити незалежність від Великих Моголів. 1747 року зазнав поразки під час вторгнення Махаджі Скіндії, магараджи гваліору, але це не мало значних наслідків. Помер Абхай Сінґх 1749 року. Йому спадкував син Рам Сінґх.